# Valea Chiuruților
Valea Chiuruților este o arie protejată (sit de importanță comunitară — SCI) din România, desemnată în scopul protejării biodiversității și menținerii într-o stare de conservare favorabilă a florei spontane și faunei sălbatice, precum și a habitatelor naturale de interes comunitar aflate în arealul zonei de protecție. Aceasta este întinsă pe o suprafață de 1.245,2 ha, integral pe uscat.

## Localizare
Centrul sitului Valea Chiuruților este situat la coordonatele 46°45′38″N 25°35′01″E / 46.760456°N 25.583617°E. Situl se întinde pe teritoriul administrativ al municipiului Gheorgheni și pe cel al comunei Lăzarea din județul Harghita.

## Înființare
Situl Valea Chiuruților a fost declarat sit de importanță comunitară (ROSCI0439) în ianuarie 2016 pentru a proteja 3 specii de animale.

## Biodiversitate
Situată în ecoregiunea alpină, aria protejată nu include niciun habitat protejat.
La baza desemnării sitului se află mai multe specii protejate de  nevertebrate (3): albilița portocalie (Colias myrmidone), fluturele auriu (Euphydryas aurinia), cosaș (Isophya stysi).